# 5e étape du Tour d'Italie 2016
Pour un article plus général, voir Tour d'Italie 2016.
La 5e étape du Tour d'Italie 2016 se déroule le mercredi 11 mai 2016, entre Praia a Mare et Bénévent sur une distance de 233 km.

## Parcours
Le parcours est plat.

## Résultats

### Classement de l'étape
| Classement de l'étape | Classement de l'étape | Classement de l'étape | Classement de l'étape      | Classement de l'étape |
|                       | Coureur               | Pays                  | Équipe                     | Temps                 |
| --------------------- | --------------------- | --------------------- | -------------------------- | --------------------- |
| 1er                   | André Greipel         | Allemagne             | Lotto-Soudal               | en 5 h 40 min 35 s    |
| 2e                    | Arnaud Démare         | France                | FDJ                        | m.t                   |
| 3e                    | Sonny Colbrelli       | Italie                | Bardiani CSF               | m.t                   |
| 4e                    | Bob Jungels           | Luxembourg            | Etixx-Quick Step           | m.t                   |
| 5e                    | Moreno Hofland        | Pays-Bas              | Lotto NL-Jumbo             | m.t                   |
| 6e                    | Manuel Belletti       | Italie                | Wilier Triestina-Southeast | m.t                   |
| 7e                    | Rick Zabel            | Allemagne             | BMC Racing                 | m.t                   |
| 8e                    | Georg Preidler        | Autriche              | Giant-Alpecin              | m.t                   |
| 9e                    | Caleb Ewan            | Australie             | Orica-GreenEDGE            | m.t                   |
| 10e                   | Alexey Tsatevitch     | Russie                | Katusha                    | m.t                   |
| modifier              |                       |                       |                            |                       |

### Points attribués
|   | Cycliste            | Nat      | Équipe          | Pts | Bonif |
| - | ------------------- | -------- | --------------- | --- | ----- |
| 1 | Daniel Oss          | Italie   | BMC Racing      | 20  | 3 s   |
| 2 | Alexander Foliforov | Russie   | Gazprom-RusVelo | 12  | 2 s   |
| 3 | Amets Txurruka      | Espagne  | Orica-GreenEDGE | 8   | 1 s   |
| 4 | Pavel Brutt         | Russie   | Tinkoff         | 6   |       |
| 5 | Arnaud Démare       | France   | FDJ             | 4   |       |
| 6 | Elia Viviani        | Italie   | Sky             | 3   |       |
| 7 | Boy van Poppel      | Pays-Bas | Trek-Segafredo  | 2   |       |
| 8 | Kristian Sbaragli   | Italie   | Dimension Data  | 1   |       |

|   | Cycliste            | Nat     | Équipe          | Pts | Bonif |
| - | ------------------- | ------- | --------------- | --- | ----- |
| 1 | Daniel Oss          | Italie  | BMC Racing      | 20  | 3 s   |
| 2 | Alexander Foliforov | Russie  | Gazprom-RusVelo | 12  | 2 s   |
| 3 | Amets Txurruka      | Espagne | Orica-GreenEDGE | 8   | 1 s   |
| 4 | Pavel Brutt         | Russie  | Tinkoff         | 6   |       |
| 5 | Arnaud Démare       | France  | FDJ             | 4   |       |
| 6 | Mickaël Delage      | France  | FDJ             | 3   |       |
| 7 | Elia Viviani        | Italie  | Sky             | 2   |       |
| 8 | Arnaud Courteille   | France  | FDJ             | 1   |       |

| - Sprint final de Bénévent (km 233) \| \| Cycliste \| Nat \| Équipe \| Points \| Bonif \| \| -- \| ------------------ \| ---------- \| -------------------------- \| ------ \| ----- \| \| 1 \| André Greipel \| Allemagne \| Lotto-Soudal \| 50 \| 10 s \| \| 2 \| Arnaud Démare \| France \| FDJ \| 35 \| 6 s \| \| 3 \| Sonny Colbrelli \| Italie \| Bardiani CSF \| 25 \| 4 s \| \| 4 \| Bob Jungels \| Luxembourg \| Etixx-Quick Step \| 18 \| \| \| 5 \| Moreno Hofland \| Pays-Bas \| Lotto NL-Jumbo \| 14 \| \| \| 6 \| Manuel Belletti \| Italie \| Wilier Triestina-Southeast \| 12 \| \| \| 7 \| Rick Zabel \| Allemagne \| BMC Racing \| 10 \| \| \| 8 \| Georg Preidler \| Autriche \| Giant-Alpecin \| 8 \| \| \| 9 \| Caleb Ewan \| Australie \| Orica-GreenEDGE \| 7 \| \| \| 10 \| Alexey Tsatevitch \| Russie \| Katusha \| 6 \| \| \| 11 \| Kristian Sbaragli \| Italie \| Dimension Data \| 5 \| \| \| 12 \| Ilnur Zakarin \| Russie \| Katusha \| 4 \| \| \| 13 \| Alejandro Valverde \| Espagne \| Movistar \| 3 \| \| \| 14 \| Nicolas Roche \| Irlande \| Sky \| 2 \| \| \| 15 \| Luka Mezgec \| Slovénie \| Orica-GreenEDGE \| 1 \| \| |                    |            |                            |        |       |
| | Cycliste           | Nat        | Équipe                     | Points | Bonif |
| 1 | André Greipel      | Allemagne  | Lotto-Soudal               | 50     | 10 s  |
| 2 | Arnaud Démare      | France     | FDJ                        | 35     | 6 s   |
| 3 | Sonny Colbrelli    | Italie     | Bardiani CSF               | 25     | 4 s   |
| 4 | Bob Jungels        | Luxembourg | Etixx-Quick Step           | 18     |       |
| 5 | Moreno Hofland     | Pays-Bas   | Lotto NL-Jumbo             | 14     |       |
| 6 | Manuel Belletti    | Italie     | Wilier Triestina-Southeast | 12     |       |
| 7 | Rick Zabel         | Allemagne  | BMC Racing                 | 10     |       |
| 8 | Georg Preidler     | Autriche   | Giant-Alpecin              | 8      |       |
| 9 | Caleb Ewan         | Australie  | Orica-GreenEDGE            | 7      |       |
| 10 | Alexey Tsatevitch  | Russie     | Katusha                    | 6      |       |
| 11 | Kristian Sbaragli  | Italie     | Dimension Data             | 5      |       |
| 12 | Ilnur Zakarin      | Russie     | Katusha                    | 4      |       |
| 13 | Alejandro Valverde | Espagne    | Movistar                   | 3      |       |
| 14 | Nicolas Roche      | Irlande    | Sky                        | 2      |       |
| 15 | Luka Mezgec        | Slovénie   | Orica-GreenEDGE            | 1      |       |

### Cols et côtes
| - Côte de Fortino , 3e catégorie (km 35) \| \| Cycliste \| Pays \| Équipe \| Points \| \| - \| ------------------ \| -------- \| -------------------------- \| ------ \| \| 1 \| Damiano Cunego \| Italie \| Nippo-Vini Fantini \| 7 \| \| 2 \| Julen Amézqueta \| Espagne \| Wilier Triestina-Southeast \| 4 \| \| 3 \| Tim Wellens \| Belgique \| Lotto-Soudal \| 2 \| \| 4 \| Alessandro Bisolti \| Italie \| Nippo-Vini Fantini \| 1 \| |                    |          |                            |        |
| | Cycliste           | Pays     | Équipe                     | Points |
| 1 | Damiano Cunego     | Italie   | Nippo-Vini Fantini         | 7      |
| 2 | Julen Amézqueta    | Espagne  | Wilier Triestina-Southeast | 4      |
| 3 | Tim Wellens        | Belgique | Lotto-Soudal               | 2      |
| 4 | Alessandro Bisolti | Italie   | Nippo-Vini Fantini         | 1      |

### Classement au temps par équipes
| Classement par équipes au temps | Classement par équipes au temps | Classement par équipes au temps | Classement par équipes au temps |
|                                 | Équipe                          | Pays                            | Temps                           |
| ------------------------------- | ------------------------------- | ------------------------------- | ------------------------------- |
| 1re                             | Katusha                         | Russie                          | en 17 h 1 min 49 s              |
| 2e                              | Orica-GreenEDGE                 | Australie                       | + 4 s                           |
| 3e                              | Etixx-Quick Step                | Belgique                        | + 4 s                           |
| modifier                        |                                 |                                 |                                 |

### Classement aux points par équipes
| Classement par équipes aux points | Classement par équipes aux points | Classement par équipes aux points | Classement par équipes aux points | Classement par équipes aux points |
|                                   | Équipes                           | Pays                              |                                   | Point(s)                          |
| --------------------------------- | --------------------------------- | --------------------------------- | --------------------------------- | --------------------------------- |
| 1re                               | Lotto-Soudal                      | Belgique                          |                                   | 50                                |
| 2e                                | FDJ                               | France                            |                                   | 37                                |
| 3e                                | BMC Racing                        | États-Unis                        |                                   | 26                                |
| modifier                          |                                   |                                   |                                   |                                   |

## Classements à l'issue de l'étape

### Classement général
| Classement général | Classement général | Classement général | Classement général | Classement général  |
|                    | Coureur            | Pays               | Équipe             | Temps               |
| ------------------ | ------------------ | ------------------ | ------------------ | ------------------- |
| 1er                | Tom Dumoulin       | Pays-Bas           | Giant-Alpecin      | en 19 h 40 min 48 s |
| 2e                 | Bob Jungels        | Luxembourg         | Etixx-Quick Step   | + 16 s              |
| 3e                 | Diego Ulissi       | Italie             | Lampre-Merida      | + 20 s              |
| 4e                 | Georg Preidler     | Autriche           | Giant-Alpecin      | + 20 s              |
| 5e                 | Steven Kruijswijk  | Pays-Bas           | Lotto NL-Jumbo     | + 24 s              |
| 6e                 | Vincenzo Nibali    | Italie             | Astana             | + 26 s              |
| 7e                 | Alejandro Valverde | Espagne            | Movistar           | + 27 s              |
| 8e                 | Ilnur Zakarin      | Russie             | Katusha            | + 35 s              |
| 9e                 | Jakob Fuglsang     | Danemark           | Astana             | + 35 s              |
| 10e                | Nicolas Roche      | Irlande            | Sky                | + 37 s              |
| modifier           |                    |                    |                    |                     |

### Classement du meilleur jeune
| Classement du meilleur jeune | Classement du meilleur jeune | Classement du meilleur jeune | Classement du meilleur jeune | Classement du meilleur jeune |
|                              | Coureur                      | Pays                         | Équipe                       | Temps                        |
| ---------------------------- | ---------------------------- | ---------------------------- | ---------------------------- | ---------------------------- |
| 1er                          | Bob Jungels                  | Luxembourg                   | Etixx-Quick Step             | en 19 h 41 min 4 s           |
| 2e                           | Davide Formolo               | Italie                       | Cannondale                   | + 41 s                       |
| 3e                           | Sebastián Henao              | Colombie                     | Sky                          | + 1 min 18 s                 |
| 4e                           | Stefan Küng                  | Suisse                       | BMC Racing                   | + 1 min 26 s                 |
| 5e                           | Carlos Verona                | Espagne                      | Etixx-Quick Step             | + 1 min 27 s                 |
| modifier                     |                              |                              |                              |                              |

### Classement aux points
| Classement par points | Classement par points | Classement par points | Classement par points | Classement par points |
| --------------------- | --------------------- | --------------------- | --------------------- | --------------------- |
|                       | Coureur               | Pays                  | Équipe                | Point(s)              |
| 1er                   | Marcel Kittel         | Allemagne             | Etixx-Quick Step      | 106 points            |
| 2e                    | Arnaud Démare         | France                | FDJ                   | 86 pts                |
| 3e                    | Maarten Tjallingii    | Pays-Bas              | Lotto NL-Jumbo        | 80 pts                |
| 4e                    | André Greipel         | Allemagne             | Lotto-Soudal          | 69 pts                |
| 5e                    | Elia Viviani          | Italie                | Sky                   | 58 pts                |
| modifier              |                       |                       |                       |                       |

### Classement du meilleur grimpeur
| Classement du meilleur grimpeur | Classement du meilleur grimpeur | Classement du meilleur grimpeur | Classement du meilleur grimpeur | Classement du meilleur grimpeur |
| ------------------------------- | ------------------------------- | ------------------------------- | ------------------------------- | ------------------------------- |
|                                 | Coureur                         | Pays                            | Équipe                          | Point(s)                        |
| 1er                             | Damiano Cunego                  | Italie                          | Nippo-Vini Fantini              | 14 points                       |
| 2e                              | Nicola Boem                     | Italie                          | Bardiani CSF                    | 7 pts                           |
| 3e                              | Julen Amézqueta                 | Espagne                         | Wilier Triestina-Southeast      | 6 pts                           |
| 4e                              | Maarten Tjallingii              | Pays-Bas                        | Lotto NL-Jumbo                  | 5 pts                           |
| 5e                              | Stefano Pirazzi                 | Italie                          | Bardiani CSF                    | 4 pts                           |
| modifier                        |                                 |                                 |                                 |                                 |

### Classements par équipes

#### Classement au temps
| Classement par équipes au temps | Classement par équipes au temps | Classement par équipes au temps | Classement par équipes au temps |
|                                 | Équipe                          | Pays                            | Temps                           |
| ------------------------------- | ------------------------------- | ------------------------------- | ------------------------------- |
| 1re                             | Astana                          | Kazakhstan                      | en 59 h 3 min 53 s              |
| 2e                              | Etixx-Quick Step                | Belgique                        | + 9 s                           |
| 3e                              | Katusha                         | Russie                          | + 28 s                          |
| modifier                        |                                 |                                 |                                 |

#### Classement aux points
| Classement par équipes aux points | Classement par équipes aux points | Classement par équipes aux points | Classement par équipes aux points | Classement par équipes aux points |
|                                   | Équipes                           | Pays                              |                                   | Point(s)                          |
| --------------------------------- | --------------------------------- | --------------------------------- | --------------------------------- | --------------------------------- |
| 1re                               | Etixx-Quick Step                  | Belgique                          |                                   | 164                               |
| 2e                                | Lotto NL-Jumbo                    | Pays-Bas                          |                                   | 136                               |
| 3e                                | Giant-Alpecin                     | Allemagne                         |                                   | 125                               |
| modifier                          |                                   |                                   |                                   |                                   |

### Abandons
- 52 -  Omar Fraile (Dimension Data) : abandon
- 217 -  Jakub Mareczko (Wilier Triestina-Southeast) : abandon